# Центр стратегических исследований при президенте Азербайджана
Центр стратегических исследований при президенте Азербайджана (азерб. Azərbaycan Prezidenti yanında Strateji Araşdırmalar Mərkəzi; ЦСИ) — правительственный некоммерческий аналитический центр, находящийся в Азербайджане. Центр был создан 12 ноября 2007 года в соответствии с указом президента Азербайджана. Согласно распоряжению главы государства Ильхама Алиева от 8 февраля 2008 года, Эльхан Нуриев был назначен на должность директора ЦСИ при Президенте Азербайджана.

## Цель

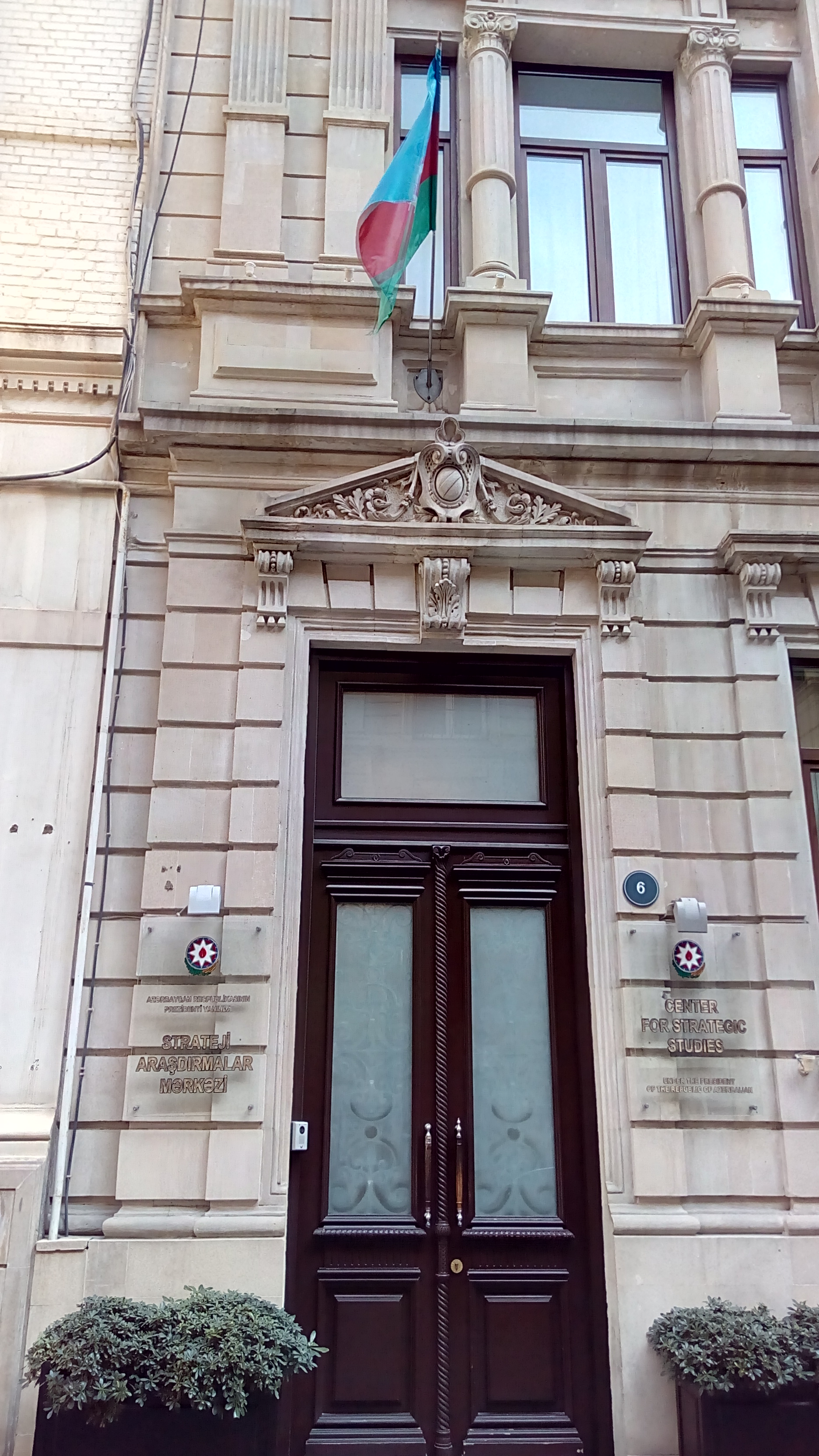

Центр был создан с целью координации стратегических исследований, проводимых в Азербайджане, а также предоставления научно-аналитической информации органам государственного управления Азербайджана. Задачей центра является анализ внутренней, внешней и экономической политики, а также текущих процессов на региональном и на глобальном уровне; информирование общества о проблемах в области политики, экономики, безопасности и развития.

## Департаменты

### Отдел анализа внутренней политики
Департамент проводит научные и концептуальные исследования, касающиеся внутриполитического курса страны, механизмов её реализации, существующих проблем в этой сфере и их возможного решения. Центр проводит научные исследования для определения, обеспечения и защиты социальных интересов Азербайджана, а также определяет важные аспекты фундаментальных реформ внутри страны, изучает поведенческую траекторию внутренних политических сил и возможное влияние этих процессов на развитие страны.

### Отдел анализа внешней политики
Департамент занимается исследованиями важных аспектов фундаментальных преобразований, происходящих в рамках системы международных отношений, отслеживая траекторию политического поведения в региональном и политическом контексте и определяя возможные влияния этих процессов на Азербайджан. Департамент также занимается научно-теоретическими исследованиями в отношении внешнеполитического курса страны, механизмов её реализации и существующих проблем в этой области.

### Департамент экономического анализа и глобальных вопросов
Основная деятельность департамента — следить за всеми событиями и тенденциями в азербайджанской и мировой экономике, проводить тщательные исследования, анализировать и давать рекомендации на основе результатов исследований. Научно-исследовательская деятельность кафедры формируется по нескольким направлениям. К ним относятся: наблюдение и анализ экономических процессов в Азербайджане и в мире, а также факторы, которые способствуют экономическому развитию страны и мира. Целью департамента является исследование факторов, которые могут повлиять на экономические процессы, и на основе этих исследований подготовить различные программы, теории и аналитические документы.

## Международные партнеры
Центр так же налаживает связи и осуществляет совместные проекты с рядом зарубежных организаций. В этот список входят следующие организации:
- Немецкий институт международной политики и безопасности (Берлин)
- Лондонская информационная сеть по конфликтам и государственному строительству (Лондон)
- Международный институт стратегических исследований (Лондон)
- Центр стратегических и международных исследований (Вашингтон, округ Колумбия)
- Институт Центральной Азии и Кавказа при университете им. Джона Хопкинса (Вашингтон, округ Колумбия)
- Французский институт международных отношений (Париж)
- Французский институт международных отношений и стратегических исследований (Париж)
- Институт Хадсона (Вашингтон, округ Колумбия)
- Фонд имени Конрад Аденауэра (Берлин)
- Московский центр Карнеги (Москва)
- Казахстанский институт стратегических исследований при президенте Казахстана (Алма-Ата)
- Российский институт стратегических исследований (Москва)
- Фонд «Единство во имя России» (Москва)
- Международный научный центр имени Вудро Вильсона (Вашингтон, округ Колумбия)
- Немецкий совет по международным отношениям (Берлин)
- Центр энергии, морской транспортировки и государственной политики, школы международных отношений и связей с общественностью в Колумбийском университете (Нью-Йорк)
- Фонд политических, экономических и социологических исследований (Анкара)
- Центр европейских стратегических исследований (Брюссель)

## Деятельность
За минувший период ЦСИ подготовил и представил ряд предложений и программ касательно общественных, политических и экономических процессов в Азербайджане и за её пределами. Приоритетными направлениями деятельности, а в частности исследований ЦСИ являются внутренняя и внешняя политика государства, конфликт на Нагорном Карабахе, стратегия Азербайджана касательно энергетики, нефти и газа, развитие страны на экономическом и политическом уровнях, а также вопросы безопасности страны.
В качестве результата своих исследований и анализа, ЦСИ издает журналы и статьи как на азербайджанском, так и на русском и английском языках. Такие издания, как «Azerbaijan Focus», «Strateji təhlil» (русск. Стратегический анализ), «Analitik Baxış» (русск. Аналитический взгляд), «SAM-ın Icmalı» (русск. Обзор ЦСИ), «SAM-ın Şərhləri» (русск. Комментарии ЦСИ) и «Caucasus International» предоставляются общественности со стороны ЦСИ наряду с политическими анализами и прогнозами со стороны местных и зарубежных экспертов. В 2016 году один из вопросов журнала «Комментарии ЦСИ», специального издания Центра стратегических исследований при президенте Азербайджана, был посвящен эволюции роли ОБСЕ. Вопрос, озаглавленный «Провал ОБСЕ: от региональной организации безопасности до политического инструмента», разработанный ведущим научным сотрудником ЦСИ Камалем Макили-Алиевым, пытается пролить свет на ряд тем, включая формирование и развитие ОБСЕ; особенности институциональных проблем и факторы, которые привели к провалу ОБСЕ как региональной организации безопасности.
Центр так же непрерывно занимается изданием книг. Так, в этот список входят следующие издания как «Политические партии в Азербайджане», «Южный Кавказ: территориальная целостность, геополитическая борьба и энергетика», «Тяжелые испытания для народов: геополитика Кавказа», «Нагорно-карабахский конфликт, справедливый мир, или неизбежная война: исторический, геополитический и правовой взгляд», «Российско-азербайджанские отношения за 20 лет: история и перспективы».
Международные конференции, выставки, семинары и «круглые столы» так же играют важную роль в деятельности центра. Таким образом были проведены следующие мероприятия: «Барьеры безопасности на Южном Кавказе», "Азербайджан и «Восточное партнерство», «Кибер и национальная безопасность», «Изменение климата и возобновляемые источники энергии Черноморского региона». В апреле 2012 был проведен форум аналитических центров стран-членов Организации Исламского Сотрудничества.
Помимо этого, сотрудники центра участвуют на разных зарубежных мероприятиях, конференциях и научных форумах. К примеру, 5-6 декабря 2013 года на совещании Совета министров ОБСЕ в Украине участвовал научный сотрудник ЦСИ Азад Гарибов (Отдел анализа внешней политики). Гарибов участвовал в 20-м заседании Совета министров ОБСЕ, подготовительном собрании Совета, а также на его пленарном заседании. Эксперт ЦСИ представлял Азербайджан в процессе «Хельсинки +40», чтобы обсудить участие мозговых центров в работе ОБСЕ.
Центр так же приглашает всемирно известных политиков и экспертов в качестве гостей или спикеров на свои мероприятия. Так, посланник секретаря США Ричард Морнингстар, президент аналитической корпорации Stratfor Джордж Фридман, вице-президент организации «The Kohen Group» Марк Гросман, эксперт из Heritage Foundation Ариель Коен, эксперт из Европейского центра политики Аманда Пол, главный редактор журнала «Россия в глобальной политике» Ф. Лукьянов, директор центра энергетики, морского транспорта и общественной политики при Колумбийском университете Алберт Брессанд, директор Центра стратегических исследований при МИД Турции Булент Араз, доктор факультета политических наук университета Хайфы Бренда Шаффер, президент Джеймстаунского фонда Глен Ховард, французский сенатор Натали Гуле и др. побывали в Центре стратегических исследований при президенте Азербайджана.